# Haplogrupo N (ADNmt)

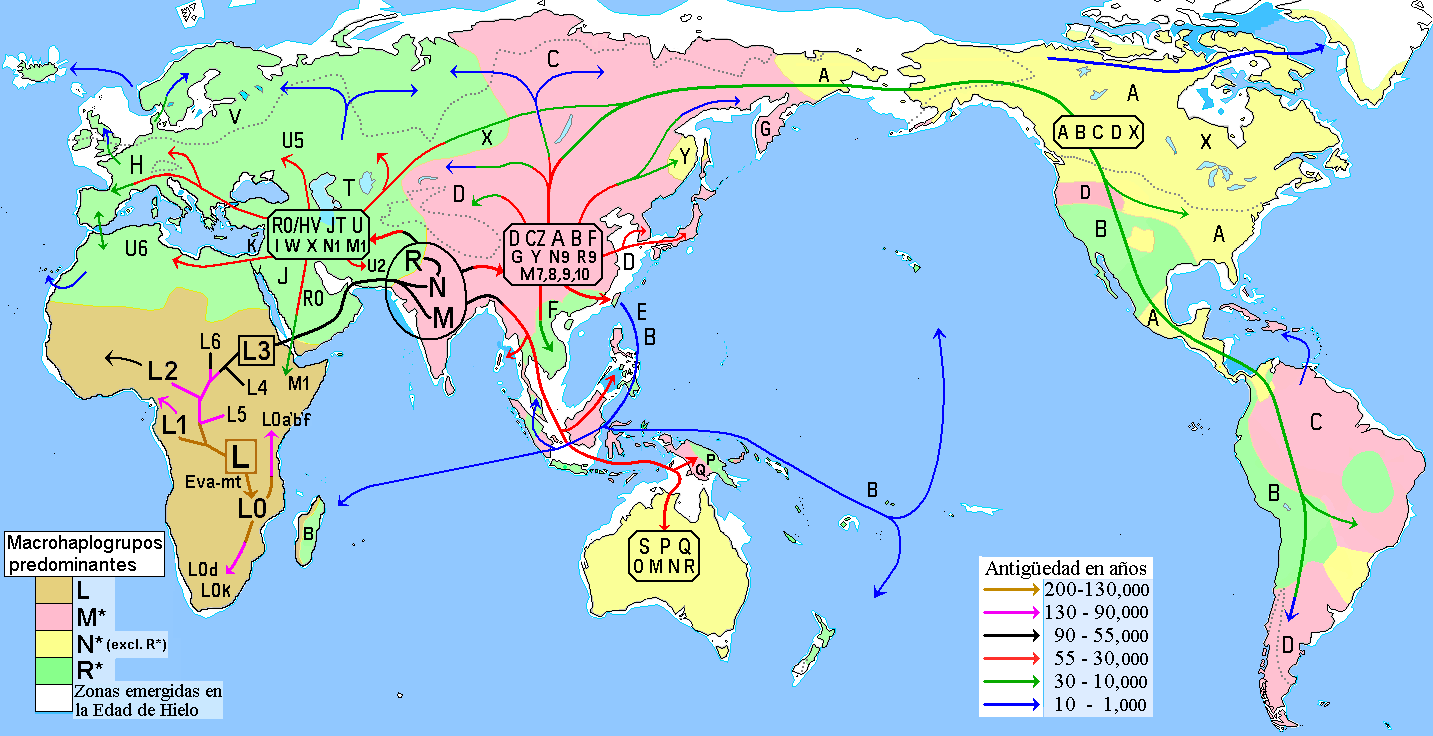
Zonas de predominio del haplogrupo "N" en amarillo y de su clado más importante "R" en verde.

El haplogrupo N o macrohaplogrupo N* es un haplogrupo mitocondrial humano cuyos descendientes están esparcidos por todos los continentes. Cuenta entre sus haplogrupos derivados a A, S, I, W, X, Y, R* y varios subgrupos de N. 
N se habría originado en algún punto de la ruta migratoria costera del Sur de Asia hace unos 65.000 años y está definido por los marcadores genéticos 8701, 9540, 10398, 10873 y 15301.

## Origen y dispersión
Comparte con el haplogrupo M similitudes o paralelismo en su origen y en el proceso migratorio. M y N son clados próximos derivados del haplogrupo L3, por lo que están estrechamente relacionados con la expansión de la humanidad fuera de África. Al igual que M tiene una antigüedad aproximada de 60.000 a 65.000 años y un origen probable en Asia Meridional, dada la importancia de esta región en el proceso colonizador temprano fuera de África.
Subgrupos de N como N1 y otros son encontrados en el Cercano Oriente, ya sea por temprana divergencia en la ruta de África o por subsecuentes migraciones de regreso hacia Eurasia Occidental. En la medida de sus frecuencias, N es considerado un haplogrupo euroasiático-occidental con su centro más importante de expansión en el Cercano Oriente, sin embargo se extiende también desde sus orígenes hacia el Sudeste de Asia, Asia Oriental y las regiones más remotas como Australia, Siberia y finalmente América.

## Grupos derivados y su distribución
N* se encuentra presente en todos los continentes. En Asia está la mayor diversificación. A través del macrohaplogrupo R* alcanza en Europa las más altas frecuencias y gran difusión en los demás continentes. Haplogrupos derivados importantes son A y X en América, S en Australia, A e Y en Siberia y en menor proporción I, W y X en Europa.
El haplogrupo N y sus descendientes se relacionan de la siguiente manera:
- Haplogrupo N (8701, 9540, 10398, 10873, 15301)
  - N1'5 (1719)
    - N5: (5063) Encontrado en la India.[5]
    - N1 (10238, 12501): Bien extendido en Eurasia Occidental.
      - N1b: Encontrado en judíos askenazí y Medio Oriente, 3% en el Levante, Arabia y Egipto.[6] También en Irán, Pakistán (en Makrán 9.5%),[7] el Cáucaso y poco en Europa Occidental.
      - N1a'c'd'e'I
        - N1c: Encontrado en Polonia[8] y Medio Oriente.
        - N1a'd'e'I
          - N1d: En India[5] y Pakistán.
          - N1a'e'I
            - N1a: Bajas frecuencias en la península arábiga, Kenia, Etiopía y Egipto.[9] Igualmente raro en la región del Volga y Sur de los Urales en Asia Central.[10] Sin embargo, antiguas poblaciones de Europa de hace 2.500-10.000 años[11] y de Asia Central relacionadas con los escitas, tuvieron frecuencias de N1a mucho más importantes.
            - N1e'I
              - N1e: Encontrado en buriatos.[10]
              - I: Muy extendido pero en bajas frecuencias en Europa, Medio Oriente y Asia Meridional.

  - N2 (189, 709, 5046, 11674, 12414): Propio de Eurasia Occidental.
    - N2a: Poco en Europa Occidental (0.25%).[12]
    - W: Muy extendido pero en bajas frecuencias en Europa, Medio Oriente y Asia Meridional.

  - N8: Encontrado en Guangxi (China).[13]
  - N9 (5417)
    - N9a: Común en China (en Qinghai 8%),[14] también en Indochina, en sondaneses y en Asia Central (en Uzbekistán 7%).[7]
    - N9b: En el Japón.
    - Y: Típico de Siberia Oriental, en especial en los nivjis.[15] También presente en Asia Oriental y Filipinas.

  - N10: Disperso en China y el Sureste asiático.[13]
  - N11
    - N11a: En China.
    - N11b: En Filipinas.[16]

  - N13: En Australia.[17]
  - N14: En Australia.[18]
  - N21: En malayos de Malasia e Indonesia, especialmente en los aborígenes semelai (31%).[19]
  - N22: En Sumba (Indonesia) con 6%,[20] en la península Malaya y en Mindanao (Filipinas).[21]
  - A: Típico entre los amerindios, predomina especialmente en América del Norte. Se encuentra también en Asia Oriental, Central y en pueblos de Siberia como los chukchis.[15]
  - O o N12 (6755, 9140, 16213): Encontrado en la región central de Australia[17] y en la isla Flores (Indonesia).[22]
  - S: Difundido ampliamente entre los aborígenes australianos.[23]
  - X: Muy disperso pero en bajas frecuencias en todo Eurasia Occidental, con la mayor incidencia tanto en X1 como en X2 en drusos de Israel (27%).[24]
    - X1: En África del Norte y Cercano Oriente.
    - X2: Muy extendido en Europa, Norte de África, Medio Oriente, Cáucaso, Asia Central, raro en Siberia y llega hasta América, en especial en los nativos algonquinos del Canadá.[25]

  - Haplogrupo R*: Macrohaplogrupo de gran diversificación, extensión y predominio en Eurasia Occidental.